# Calamobius filum
Calamobius filum је врста инсекта из реда тврдокрилаца (Coleoptera) и породице стрижибуба (Cerambycidae). Сврстана је у потпородицу Lamiinae.

## Распрострањеност
Врста је распрострањена на подручју централне, југозападне и јужне Европе, планине Кавказ, мале Азије и северне Африке. У Србији се среће спорадично.

## Опис
Тело је црно, веома витко. По средини главе и пронотума је густо томентирана светла пруга (некад има и светле пруге са обе стране пронотума). Антене су танке, двоструко дуже од тела. Дужина тела је од 5 до 12 mm.

## Биологија
Животни циклус траје једну годину. Ларва се развија у стабљикама. Адулти се налазе на стабљикама или класовима травки, на обореним стаблима. Као биљка домаћин срећу се траве: Hordeum spp., Triticum spp., Hedysarum coronarium. Одрасле јединке се јављају у периоду од априла до јула.

## Синоними
- Saperda filum Rossi, 1790
- Eucrius filum (Rossi, 1790)
- Saperda gracilis Creutzer, 1799
- Calamobius gracilis (Creutzer, 1799)
- Saperda hirta Fabricius, 1792 nec Fabricius, 1775
- Saperda marginella Fabricius, 1801